# パックインミュージック21
パックインミュージック21（ - トゥエンティーワン）は、1992年4月6日から1993年10月1日まで、TBSラジオ（当時は東京放送で運営）をキー局にJRN系列で放送されていた深夜放送ラジオ番組。

## 概要
1970年代のTBSラジオの深夜枠を代表する番組だった『パックインミュージック』の復活をコンセプトとして開始。月曜日 - 金曜日 深夜0時から3時の3時間枠でスタート。0時から2時までの第1部、2時から3時までの第2部の2部構成を取った。金曜日はTBSラジオのローカル番組として人気を博していた『SURF&SNOW』を当番組に枠移動した。
パーソナリティのうち数人は前番組『スーパーギャング』から続投。「21」をタイトルに付けたのは、“21世紀へ向けて”という意味合いがあった。
しかし裏番組の『オールナイトニッポン』には歯が立たず、聴取率は低迷。一部のパーソナリティを入れ替えて、テコ入れを図ったが番組開始から1年半後の1993年10月で終了。番組コンセプトをお笑い芸人とミュージシャンから、女性パーソナリティを主力とした深夜ラジオ番組『シンデレラドリーム ミッドナイト☆パーティー』を開始した。

## 放送時間
- 1部 - 月曜日〜金曜日 24:00〜26:00
- 2部 - 月曜日〜金曜日 26:00〜27:00

## ネット局
- TBSラジオ
- 山陽放送
- 北海道放送（1992年4月〜9月は25:00から、同年10月以降は24:00からスタート）
- RKB毎日放送（1992年4月〜1993年10月の全期間、25:00スタート）
- 琉球放送（1992年4月〜1993年10月の全期間、25:00スタート）

## パーソナリティ

### 月曜日
- 1部
  - 奥居香（1992年4月〜12月、『スーパーギャング』から続投）
  - ちはる、バカルディ（1993年1月〜9月）
- 2部
  - ちはる、バカルディ（1992年4月〜12月、『スーパーギャング』から続投）
  - KIX-S（1993年1月〜9月）

### 火曜日
- 1部
  - 立川俊之（大事MANブラザーズバンド）（1992年4月〜1993年9月）
- 2部
  - 春風亭昇太[3]、大川興業（1992年4月〜12月、昇太のみ『スーパーギャング』から続投）
  - 宮川賢（1993年1月〜9月、タイトルは『宮川賢の誰なんだお前は〔みやかわまさる - だれ - まえ - 〕』）

### 水曜日
- 1部
  - 江口洋介（1992年4月〜12月、『スーパーギャング』から続投）
  - 辻仁成（1993年1月〜9月）
- 2部
  - ルー大柴、ラッキィ池田（1992年4月〜9月、タイトルは『ルー&ラッキィの紫の夜〔 - アンド - むらさき - よる〕』）
  - 今田耕司、東野幸治（1992年10月〜1993年9月）

### 木曜日
- 1部
  - 大鶴義丹（1992年4月〜9月）
  - ルー大柴、ラッキィ池田（1992年10月〜1993年9月、タイトルは『ルー&ラッキィの俺たちストリッパー〔 - アンド - おれ - 〕』）
- 2部
  - 長澤義塾（1992年4月〜9月）
  - 金谷ヒデユキ（1992年10月〜1993年3月）
  - 月替わりパーソナリティ
    - 1993年4月・佐藤聖子、5月・近藤名奈、6月・広瀬香美、7月・井上睦都実、8月・篠原利佳、9月・古内東子

### 金曜日
- 1部
  - 「SURF&SNOW」（DJ・松宮一彦、1992年4月〜1993年10月）
- 2部
  - スペシャル・週替わり（1992年4月〜1993年10月）

| 1992年 | 1992年 | 1992年                                      | 1992年 | 1992年                             | 1992年                           | 1992年                           | 1992年                   | 1992年                                | 1992年                             | 1992年                             |
| ------ | ------ | ------------------------------------------- | ------ | ---------------------------------- | -------------------------------- | -------------------------------- | ------------------------ | ------------------------------------- | ---------------------------------- | ---------------------------------- |
| 4月    | 10日   | バッキー木場                                | 17日   | （「SURF&SNOW」3時間番組に延長）   | （「SURF&SNOW」3時間番組に延長） | （「SURF&SNOW」3時間番組に延長） | 24日                     | B'z                                   | B'z                                | B'z                                |
| 5月    | 1日    | 松本一起                                    | 8日    | 宅八郎                             | 15日                             | C.C.ガールズ                     | 22日                     | トミーズ                              | 29日                               | 桜金造                             |
| 6月    | 5日    | 高野寛                                      | 12日   | ZOO                                | 19日                             | 久保田利伸                       | 久保田利伸               | 久保田利伸                            | 26日                               | 富田靖子                           |
| 7月    | 3日    | 金谷ヒデユキ & 早坂好恵                     | 10日   | らもチチ（中島らも & チチ松村）    | 17日                             | カンコンキンシアター             | 24日                     | よゐこ                                | 31日                               | 富田靖子                           |
| 8月    | 7日    | ラチエンボーイクラブ                        | 14日   | THE BOOM                           | 21日                             | 平松愛理                         | 28日                     | ribbon                                | ribbon                             | ribbon                             |
| 9月    | 4日    | 富田靖子                                    | 11日   | 橘いずみ                           | 18日                             | 辻仁成                           | 25日                     | 熊谷幸子                              | 熊谷幸子                           | 熊谷幸子                           |
| 10月   | 2日    | 富田靖子                                    | 9日    | 「ミュージックカルトQ」 スペシャル | 16日                             | ZOO                              | 23日                     | T-BOLAN                               | 30日                               | 辻仁成                             |
| 11月   | 6日    | シャ乱Q                                     | 13日   | BLUEZIE!?                          | 20日                             | エイジアンポップス特集           | エイジアンポップス特集   | エイジアンポップス特集                | 27日                               | 辻仁成                             |
| 12月   | 4日    | ミュージック カルトQ                        | 11日   | 佐藤聖子                           | 18日                             | ミュージックカルトQ              | ミュージックカルトQ      | ミュージックカルトQ                   | 25日                               | 辻仁成                             |
| 1993年 |        |                                             |        |                                    |                                  |                                  |                          |                                       |                                    |                                    |
| 1月    | 1日    |                                             | 8日    | 岸谷五朗 & ピロピロ                | 15日                             | 土屋圭市                         | 22日                     | 井上睦都実                            | 29日                               | めざせ日本一! アシスタント選手権   |
| 2月    | 5日    | 南青山少女歌劇団 「ライブカル」             | 12日   | 小野正利                           | 19日                             | 岡村孝子                         | 26日                     | MANZAI-C                              | MANZAI-C                           | MANZAI-C                           |
| 3月    | 5日    | 南青山少女歌劇団 「ライブカル」             | 12日   | LORAN                              | 19日                             | CHIEKO BEAUTY                    | 26日                     | 矢沢永吉                              | 矢沢永吉                           | 矢沢永吉                           |
| 4月    | 2日    | 南青山少女歌劇団 「ライブカル」             | 9日    | 浦江アキコ                         | 16日                             | ribbon                           | 23日                     | KATSUMI                               | 30日                               | ELLIE、柿原朱美 ライブ             |
| 5月    | 7日    | 130R & 吉田ヒロ                             | 14日   | ロッテンハッツ                     | 21日                             | バナナギャングス                 | 28日                     | 「ジャスト・オン・ライブ」佐藤聖子    | 「ジャスト・オン・ライブ」佐藤聖子 | 「ジャスト・オン・ライブ」佐藤聖子 |
| 6月    | 4日    | 木村祐一 & 吉田ヒロ                         | 11日   | 稲垣潤一                           | 18日                             | ZOO                              | 25日                     | 杏子                                  | 杏子                               | 杏子                               |
| 7月    | 2日    | 「パックインライブ」 ACID LOVE アジャモジャ | 9日    | シーガルズ                         | 16日                             | NAHKI                            | 23日                     | 岡村孝子                              | 30日                               | 「パックインライブ」 マジック      |
| 8月    | 6日    | 横道坊主                                    | 13日   | 辛島美登里                         | 20日                             | 吉本ヤングオールスターズ         | 吉本ヤングオールスターズ | 吉本ヤングオールスターズ              | 27日                               | 吉田亜紀（Qlair）                  |
| 9月    | 3日    | 「パックインライブ」 マジック               | 10日   | 井上昌己                           | 17日                             | 原田龍二                         | 24日                     | 「パックインライブ」 五島良子、SPLASH | 10月1日                            | ミッドナイト☆ パーティー前夜祭     |

※金曜に限り、「SURF&SNOW」が1・2部ぶち抜きで3時間番組として放送される場合があった。

## 主なコーナー

### ちはる&バカルディ
ダジャレブルース
青江三奈の『伊勢佐木町ブルース』の印象的なイントロダクションに合わせて、一発ギャグのネタを読む。「アン、アン」の喘ぎ声の部分に被せて読むので、ネタの形式は“四段オチ”となっていた。月曜2部のパーソナリティを務めたKIX-Sがよくネタにされていた。
ポキールのコーナー
謎の生物「ポキールさん」に様々な質問をぶつける。正式なコーナー名はなく、「ポキール」や「ポキールのコーナー」と呼ばれた。主にポキールさんの容姿や趣味などに関わる質問が殆どだったが、コーナー後半は即興で答えるシステムに疲れ果て、答えを投げやりにする場面が多かった。ポキールさんが出演している時は大竹がなぜか居なくなった。

### ルー&ラッキィ
ちんぐり返して逆さおじさん
基本的には下ネタの言葉を募集した。まず逆からの言葉を読み、ラッキィの「おじさんがちんぐり返すと〜」のコールの後に正しい方から読んだ言葉を発表。
ラッキィ池田のファンクラブ名を付けちゃおうコーナー
カオマの『ランバダ』をBGMにして、ネタを紹介。有名人やテレビ番組などのファンクラブ名を付けようというコーナーだったが、『『コサキン快傑アドレナリン』（後の『コサキンDEワァオ!』）と同じ様に「意味ねぇ、くだらねぇ」ネタが多く（有川周一らコサキンのスタッフもこの番組にかかわっていたため）、水野晴郎や里見浩太朗、高橋英樹らがよくネタにされた。最後に読まれるのは決まって加藤剛のファンクラブ名であった。